# Pireneitega segestriformis
Pireneitega segestriformis is een spinnensoort in de taxonomische indeling van de nachtkaardespinnen (Amaurobiidae).
Het dier behoort tot het geslacht Pireneitega. De wetenschappelijke naam van de soort werd voor het eerst geldig gepubliceerd in 1820 door Jean-Marie Léon Dufour.